# Moulin kader
Un moulin kader est un type de moulin qui servait autrefois à la fabrication de fibres et éventuellement de cordes à partir des feuilles de l'agave américain (Agave americana), dit localement choka bleu, cadère ou kader, sur l'île de La Réunion, dans le sud-ouest de l'océan Indien.

## Référence
Michèle Marimoutou Oberlé, Moulins kader, sur les traces du choka, le sisal de La Réunion, CBo territoria, 2010, 156 p. (ISBN 978-2-919690-00-8)